# جاي سترنر هاموند
وهو سياسي أمريكي ينتمي إلى الحزب الجمهوري ولد جاي سترنر هاموند في 21 تموز - يوليو من سنة 1922 في ولاية نيويورك الأمريكية درس هاموند في جامعة ولاية بنسلفانيا وشارك في الحرب العالمية الثانية كان جاي سترنر هاموند حاكما لولاية ألاسكا الأمريكية ما بين الأعوام 1974 إلى عام 1982 توفي جاي سترنر هاموند في 2 آب - أغسطس من سنة 2005 في ولاية ألاسكا الأمريكية